# Illusione lunare

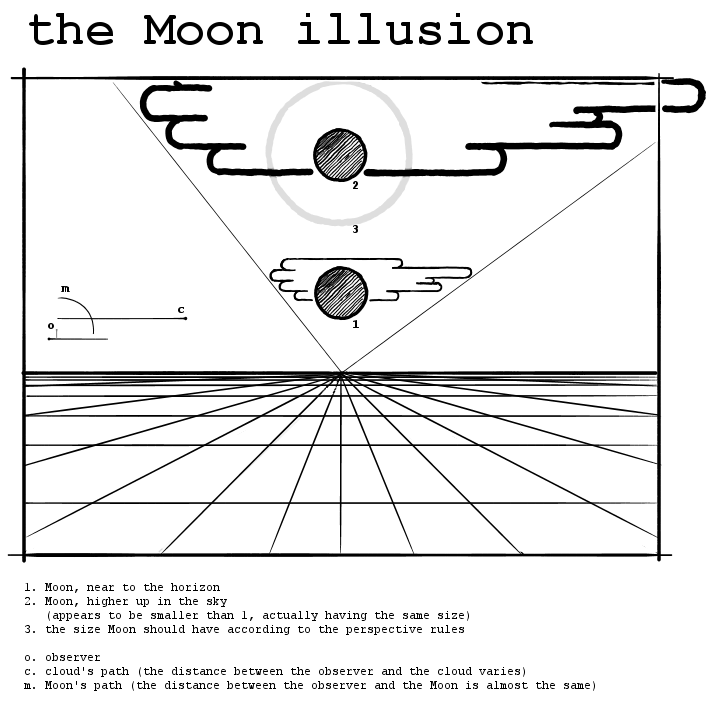
Percezione di grandezza della luna in una differente regione del cielo

L'Illusione lunare è un'illusione ottica in cui la Luna appare più grande quando è vicina all'orizzonte rispetto a quando è alta nel cielo.
Questa illusione si ha anche per il Sole e le costellazioni. È conosciuta sin dall'antichità in numerose culture differenti. La spiegazione di questa illusione è ancora dibattuta.

## Differenza apparente della grandezza lunare
Il fenomeno non è dovuto, come si è pensato anche in passato, all'effetto lente creato dalla rifrazione dell'atmosfera, che ad esempio, nel caso del Sole, provoca un arrossamento dovuto all'effetto Rayleigh, mentre le dimensioni apparenti dell'astro all'orizzonte non cambiano. Si tratta quindi di una semplice illusione ottica.
Una delle teorie più diffuse che cercano di spiegare la causa di questa illusione è che l'osservatore non è in grado di percepire la distanza della Luna, quando è allo zenit, o comunque sola nel cielo e senza riferimenti, a differenza di quando è bassa sull'orizzonte, dove alberi, edifici, montagne e la linea dell'orizzonte stesso sono punti di riferimento.
Il cervello umano calcola la grandezza di un oggetto a partire dalla grandezza e dalle informazioni che ha sulla distanza dell'oggetto. Rispetto a punti di riferimento terrestri la distanza della Luna all'orizzonte può venire sovrastimata (gli oggetti più vicini all'orizzonte di solito appaiono più distanti degli oggetti che sono invece sopra o sotto la linea dell'orizzonte - indizi pittorici di profondità), di conseguenza, per mantenere la coerenza, se l'immagine nella retina è la stessa ma il cervello percepisce una distanza maggiore, l'osservatore percepirà l'oggetto di una grandezza maggiore della realtà. Questa teoria non spiegherebbe però la persistenza dell'illusione anche in presenza di orizzonte libero come ad esempio in mare aperto.
Un'altra teoria, di origine più antica (prima Tolomeo e poi Alhazen), avanzata per spiegare l'illusione fa riferimento a una distorsione cognitiva della visione che ci fa percepire il cielo come una cupola relativamente bassa ("Sky-dome illusion"), non semisferica, per cui a parità di larghezza angolare lunare percepita, la grandezza percepita allo zenit risulta minore.
Teorie più recenti cercano di conciliare le spiegazioni tradizionali con misure psicometriche accurate secondo le quali l'angolo visuale apparente sarebbe anisotropico, cioè dipendente dalla direzione di vista, o addirittura dipendente dalla distanza e/o grandezza percepita. Il dibattito in sostanza è ancora aperto.

## Prova dell'illusione
Una credenza popolare, che risale perlomeno al IV secolo a.C., afferma che la Luna appare più grande vicino all'orizzonte a causa del reale effetto di ingrandimento che è dovuto all'atmosfera terrestre. In realtà ciò è falso. Infatti, la Luna appare circa l'1.5% più piccola quando si trova sull'orizzonte di quando è alta nel cielo, perché è più distante di almeno un raggio terrestre e anche a causa della rifrazione atmosferica, che rende l'immagine della Luna leggermente più piccola lungo l'asse verticale. (A causa dell'ellitticità dell'orbita della Luna il suo diametro angolare può subire variazioni fino al 10%).
È possibile verificare che la dimensione della Luna resta invariata, oltre che ispezionando foto ottenute con strumenti ottici o digitali, semplicemente tenendo un piccolo oggetto nella sua direzione alla distanza di un braccio, per confrontarne le dimensioni quando la Luna è sull'orizzonte e quando è alta nel cielo. La percezione della luna di dimensioni maggiori può anche venir meno se la luna stessa, sempre bassa sull'orizzonte, viene guardata attraverso un tubo che la isola dalla linea dell'orizzonte e da ciò che è presente visualmente nelle vicinanza, come alberi, edifici o montagne.